# Роудс, Роберт
Роберт Эмметт Роудс (Robert Emmett Rodes, 29 марта 1829 — 19 сентября 1864) — инженер-железнодорожник и генерал армии Конфедерации во время Американской гражданской войны. Известен участием в знаменитой фланговой атаке в сражении при Чанселорсвилле. Погиб в третьем сражении при Винчестере. Иногда его называют лучшим дивизионным командиром Северовирджинской армии.

## Ранние годы
Роудс родился в Линчберге, штат Виргиния, в 1848 году окончил Вирджинский военный институт. Преподавал в институте до 1851 года и покинул его, когда звание профессора присвоили не ему, а Томасу Джексону. Роудс стал инженером-железнодорожником в Тускалусе, штат Алабама. Он оставался старшим инженером Алабамско-Чаттанугской железной дороги до самого начала войны. Будучи вирджинцем по рождению, он все же решил служить в войсках Алабамы и вступил в армию Конфедерации.

## Гражданская война
Роудс начал службу в звании полковника. Он командовал 5-м алабамским пехотным полком в бригаде Ричарда Юэлла и вместе с полком принял участие в первом сражении при Булл-Ран, хотя и оказался на неактивном участке поля боя. 21 октября 1861 года он был повышен в звании до бригадного генерала и ему была поручена бригада из дивизии Дэниеля Хилла. Весной 1862 года бригада Роудса состояла из трёх пехотных полков и одного батальона:
- 5-й Алабамский пехотный полк: полковник Пегес
- 6-й Алабамский пехотный полк: полковник Джон Гордон
- 12-й Алабамский пехотный полк: полковник Джонс
- 12-й Миссиспский пехотный полк: полковник Тейлор
- 4-й Вирджинский батальон: капитан Отей
- Вирджинская батарея: капитан Томас Картер

Он участвовал в кампании на полуострове и участвовал в сражении при Севен-Пайнс, где его бригада первая атаковала противника. Бригада Роудса понесла самые тяжелые потери в том сражении — 214 человек было убито и 853 ранено. Сам Роудс был ранен в руку после чего отправлен на тыловую службу в Ричмонд. Его бригаду временно передали Джону Гордону. Роудс выздоровел как раз к началу Мэрилендской кампании. Его бригада к тому времени была переформирована и стала чисто алабамской:
- 3-й Алабамский пехотный полк: полковник Каллен Баттл
- 5-й Алабамский пехотный полк: майор Эдвин Хобсон
- 6-й Алабамский пехотный полк: полковник Джон Гордон
- 12-й Алабамский пехотный полк: кап. Такер
- 26-й Алабамский пехотный полк: полковник Эдвард О’Нил

Бригада принял участие в сражении у Южной Горы, где из 1200 человек его бригады в строю осталось только 800. И этой ослабленной бригаде пришлось через два дня принять участие в сражении при Энтитеме. Бригада сдерживала атаки федеральных сил на «Санкен-Роуд», и понесла тяжелые потери, а сам Роудс был легко ранен осколком.

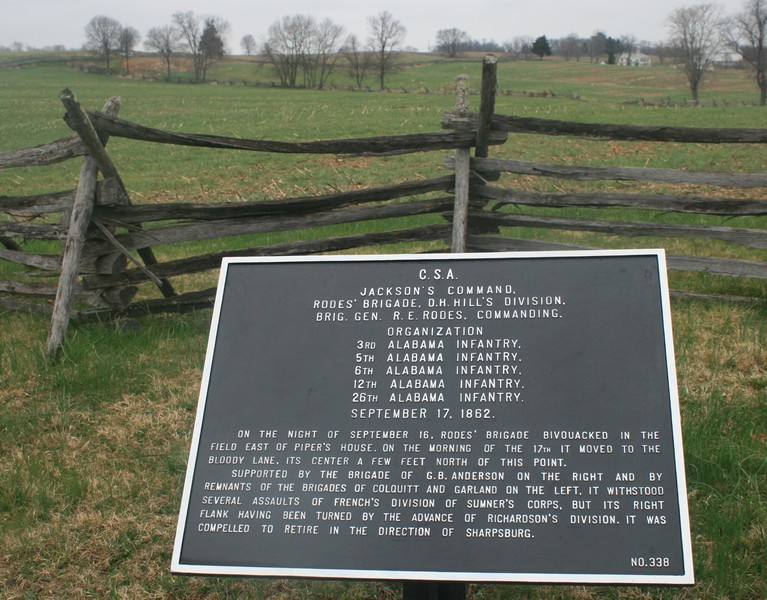
Мемориальная доска в память бригады Роудса на энтитемском поле боя.

В сражении при Чанселорсвилле Роудс командовал дивизией в корпусе Джексона. В Северовирджинской армии он стал первым генералом дивизионного уровня, не прошедшим Вест-Пойнт. Именно Роудсу Джексон поручил возглавить знаменитую фланговую атаку на позиции XI-го федерального корпуса 2 мая 1863 года. Когда был ранен Джексон, а затем и Эмброуз Хилл, Роудс принял командование корпусом, которой через несколько минут передал Джебу Стюарту. Перед смертью Джексон предложил повысить Роудса до генерал-майора, и это повышение было оформлено задним числом — 2 мая.
После гибели Джексона Ли реорганизовал Северовирджинскую армию и Роудс оказался во II-м корпусе под командованием Ричарда Юэлла. В начале Геттисбергской кампании его дивизия состояла из пяти бригад и имела следующий состав:
- Бригада Джуниуса Дэниела, 4 северокаролинских полка + 1 батальон
- Бригада Джорджа Долса, 4 джорджианских полка
- Бригада Альфреда Иверсона, 4 северокаролинских полка
- Бригада Стивена Рамсера, 4 северокаролинских полка
- Бригада Эдварда О’Нила, 5 алабамских полков

Дивизия участвовала в операциях по захвату Винчестера. При Геттисберге 1 июля 1863 года Роудс возглавил атаку с Оак-Хилл на правый фланг I-го федерального корпуса. Роудс сумел опрокинуть дивизию Джона Робинсона и отбросить её за Геттисберг, однако эта атака была недостаточно скоординирована и не так агрессивна, как стоило был ожидать от Роудса. Последующие два дня боев дивизия активных действий не предпринимала. Вечером 2 июля Роудсу было приказано поддержать атаку Эрли на Кладбищенский холм, но Роудс не успел подготовить свою дивизию.
Во время «атаки Пикетта» дивизия прикрывала левый фланг атакующих, но сама в наступлении участия не приняла.
Роудс продолжал сражаться в корпусе Юэлла весь 1864 год против Улисса Гранта. Юэлл был заменен Джубалом Эрли, и направлен в долину Шенандоа, чтобы отбросить федеральные войска от Петерсберга. Корпус успешно прошел по всей долине, проник в Мэриленд и даже достиг предместий Вашингтона. Генерал Грант направил в долину Шеридана, чтобы выбить из неё корпус Эрли.

### Гибель
19 сентября 1864 года Шеридан напал на конфедератов и произошло третье сражение при Винчестере. В зоне боевых действий оказались жены некоторых офицеров-южан и Роудс помогал им скрыться, в частности, спас от плена жену генерала Джона Гордона. Затем Роудс и Гордон собрались атаковать позиции Шеридана, и в этот момент Роудс был ранен в голову осколком снаряда. Он умер в поле около Винчестера.
Вся Конфедерация сожалела о гибели молодого, многообещающего, храброго и агрессивного офицера. Роудс был похоронен рядом со своей женой Виргинией Хадсон Роудс на пресвитерианском кладбище Линчберга, штат Виргиния.